# The Girl That Didn't Matter
The Girl That Didn't Matter è un cortometraggio muto del 1916. Il nome del regista non viene riportato nei credit del film che aveva come interpreti Andrew Arbuckle e Margaret Landis.

## Produzione
Il film fu prodotto dalla Balboa Amusement Producing Company.

## Distribuzione
Distribuito dalla Pathé Exchange, il film - un cortometraggio di due bobine - uscì nelle sale cinematografiche statunitensi il 15 aprile 1916.